# Herman Salomonson
Herman Salomonson (Amsterdam, 24 maart 1892 - Mauthausen, 7 oktober 1942) was een Nederlandse journalist, auteur en dichter die zijn fictie voornamelijk onder de naam Melis Stoke publiceerde, naar de schrijver van de 13e-eeuwse Rijmkroniek.
Salomonson was hoofdredacteur van de Java-Bode, waarvoor hij van 1923 tot en met 1926 de Rijmkronieken van Melis Stoke schreef. Hij zette deze rubriek later voort in Het Soerabaiasch Handelsblad. Eind jaren dertig was hij journalist in Den Haag, waar hij directeur was van het Aneta Persbureau, gevestigd in het gebouw van het ANP. Als gemobiliseerd reservekapitein werkte hij voor het Centraal Luchtmachtbureau, waar hij als omroeper fungeerde en luchtwachtberichten verspreidde. Meteen na de overgave, op 16 mei 1940 werd hij ontslagen. Hij kreeg echter in het geheim een zolderkamertje in het gebouw om in te werken. Hij was actief in het illegale werk en verspreidde vele gedichten bestemd om de moed erin te houden. Op 24 oktober 1940 werd hij opgepakt en in de strafgevangenis van Scheveningen opgesloten. Daar had hij nog de gelegenheid om te schrijven. Later werd hij op transport gesteld via Kamp Amersfoort naar Buchenwald en Mauthausen, waar hij door de nazi's werd vermoord, 'auf der Flucht erschossen'.
In 2015 verscheen zijn biografie door Gerard Termorshuizen: Een humaan koloniaal: leven en werk van Herman Salomonson alias Melis Stoke. 

## Als pseudoniem
Herman Salomonson gebruikte als pseudoniem de naam Melis Stoke. Dit deed hij vooral hoofdredacteur van de Java-Bode in Nederlands-Indië, waarin hij in de jaren 1923-1926 dagelijks de Rijmkronieken van Melis Stoke schreef. Later zette hij deze rubriek voort in Het Soerabaiasch Handelsblad. Ook in Rynbende - Blijmoedig Maandblad, het reclameblad van een Schiedamse destilleerderij waaraan gerenommeerde auteurs als Herman de Man, A. den Doolaard en J. Slauerhoff meewerkten, verschenen in de periode 1929-1934 zijn bijdragen onder de naam 'Melis Stoke'.

## Keuze uit zijn werken
- De collage van Ferdinand Volnay (1916)
- Van aardappelmes tot officiersdegen. Uit het dagboek van een landstormplichtige (1917)
- Bomston (1920)
- Een man van geld. Avonturen-roman van eenvoudige lui (1930)
- Er waren eens twee koningskinderen. Een vroolijke filmfantasie (1932)
- De Reis zonder einde (1937)
- Hoogwaardigen. De geschiedenis eener ideale echtverbintenis (1937)
- Rieman en Co. (1938)
- De man die het Britsch Museum cadeau kreeg. Een fantastische roman (1939, sciencefiction over het jaar 2000)
- Recrutenschool en andere gevangenisverzen van Herman Salomonson (Melis Stoke). Met een inleiding van Jhr Mr A.K.C. de Brauw (1946) met relaas van Salomonsons wederwaardigheden en einde tijdens de oorlog.
- Melis Stoke (pseudoniem van Herman Salomonson), Zoutwaterliefde. Kroniek van een reis per mailboot (2006). Herdruk met uitvoerige biografie.